# Gregory Porter
Gregory Porter (Sacramento, 1971. november 4. –) Grammy-díjas amerikai dzsesszénekes, dalszerző.
Gregory Porter birtokolja a legtöbb olyan dolgot, amit egy férfi dzsesszénekestől várnánk, és talán egy-két olyan dolgot is, amiről nem tudtuk, hogy várunk.

## Pályakép
Már az első albuma Grammy-jelölést kapott (Water; 2010), a harmadik 2014-ben a „Legjobb Énekes” lemeze lett.
Greg Porter jellegzetes megjelenéséhez hozzátartozik a védjegyévé vált különleges sapkája, melynek alsó szövetrésze eltakarja a füleit és az állát. A Jazzweekly.com-nak adott 2012-es interjúban arra a kérdésre, hogy miért hordja mindig ezt a furcsa és különös sapkát, Porter azt válaszolta, hogy műtétet végeztek az arcán, amely következtében hegek maradtak meg a bőrén. Mivel a hegeket már nem akarta újabb műtétekkel eltüntetni, kiválasztott egy olyan sapkát, amelyek elfedik őket, s ezt a sapkát még biztosan sokáig hordani fogja.

## Albumok
- Water (2010)
- Be Good (2012)
- Liquid Spirit (2013)
- Issues of Life (2014)
- Take Me to the Alley (2016)
- Live in Berlin (2016)
- Nat King Cole & Me (2017)
- One Night Only – Live At Royal Albert Hall (2018)
- Best R&B Album (2020)

## Díjak
- Grammy-díj: Best Jazz Vocal Album (2014)

## További információ
- Hivatalos oldal
- Gregory Porter a Facebookon
- Gregory Porter az Internet Movie Database-ben (angolul)
- Gregory Porter a Rotten Tomatoeson (angolul)